# أملج آسي الورق
أملج آسي الورق (الاسم العلمي:Phyllanthus myrtifolius) هو نوع من النباتات يتبع جنس الأملج من الفصيلة الأملجية.